# Euporus tenellus
Euporus tenellus är en skalbaggsart som först beskrevs av Bates 1879.  Euporus tenellus ingår i släktet Euporus och familjen långhorningar.
Artens utbredningsområde är:
- Nigeria.
- Sierra Leone.

Inga underarter finns listade i Catalogue of Life.